# Monte Hale
Monte Hale (8 de junio de 1919 – 29 de marzo de 2009) fue un cowboy cantante y actor cinematográfico de nacionalidad estadounidense, activo en el género western de serie B. 

## Biografía
Su verdadero nombre era Samuel Buren Ely y, aunque se afirma con frecuencia que nació en San Angelo, Texas, realmente era de Ada (Oklahoma), aunque una localidad de Texas sonaba mejor en el ambiente cinematográfico. Hale empezó a cantar y a tocar la guitarra a temprana edad en localidades de Texas, además de participar en espectáculos de vodevil y rodeo. 
Durante la Segunda Guerra Mundial Hale consiguió un trabajo como sustituto del guitarrista en el grupo Stars Over Texas Bond Drive. Más adelante colaboró con Republic Pictures y, al firmar un contrato de siete años de duración, adoptó el nombre artístico de Monte Hale. Pronto Hale consiguió su primer papel de importancia con el film Home on the Range (1946). En los primeros años cincuenta, a la vez que actuaba en el cine B de género western, Hale cantaba en rodeos y espectáculos circenses. Sin embargo, no tardó mucho en retirarse del cine, dedicándose a ctuar en convenciones de carácter western.
El 12 de noviembre de 2004, a Hale se le concedió una estrella en el Paseo de la Fama de Hollywood, por su trabajo para el cine.
Hale fue decisivo para la fundación de ll que actualmente es conocido como el Autry National Center del Oeste Americano.
Monte Hale falleció en 2009, a los 89 años de edad, en Studio City (Los Ángeles), California, tras una larga enfermedad derivada de su avanzada edad. Le sobrevivió su mujer durante 31 años, Joanne. Fue enterrado en el Cementerio Forest Lawn Memorial Park de Hollywood Hills, Los Ángeles.